# Селебрини, Маклин
Маклин Селебрини (англ. Macklin Celebrini; род. 13 июня 2006, Норт-Ванкувер (окружной муниципалитет), Британская Колумбия, Канада) — канадский хоккейный нападающий клуба «Сан-Хосе Шаркс».
Изначально Селебрини отдавал предпочтение футболу, однако позже выбрал хоккей. Выступал в различных юношеских лигах США. Профессиональную карьеру начал в 2022 году, выступая за «Чикаго Стил» в Хоккейной лиге США. В том сезоне он получил множество наград, в том числе игрок года лиги. В следующем сезоне решил продолжить карьеру в студенческой лиге и начал выступать за Бостонский университет. В том сезоне Селебрини также получил ряд наград. Выступал за все канадские сборные, кроме основной, в состав которой был изначально включен, однако позже пропал из ростера сборной на чемпионате мира 2024.

## Биография

### Ранние годы
Родился 13 июня 2006 года в окружном муниципалитете Норт-Ванкувер. Его отец Рик выступал за футбольный клуб «Ванкувер Уайткэпс», а старший брат Эйден был выбран на драфте НХЛ 2023 в 6 раунде по общим номером 171 командой «Ванкувер Кэнакс». Всего в семье Селебрини было 4 ребенка. До 12 лет Маклин играл в футбол, однако позже отдал предпочтение хоккею. Впервые на лед встал на общественном катке, после чего хоккей занял особое место в жизни Маклина.

### Клубная карьера

#### Молодёжные клубы
Профессиональную карьеру начал в клубе «Чикаго Стил», который выступает в Хоккейной лиге США. В начале сезона хоккеист смог за первые 20 минут хет-трик и стал лучшим нападающим лиги недели. По итогу регулярного чемпионата Маклин заработал 86 очков, забив за 50 игр 46 шайб и отдав 40 результативных передач. В том сезоне Селебрини был назван игроком года, новичком года и нападающим года, став вторым игроком USHL, выигравшим все три награды, и первым, кто сделал это за один сезон. Он также был включен в первую сборную All-USHL и All-Rookie.
В следующем сезоне Маклин продолжил игру в Национальной ассоциации студенческого спорта и начал выступать в Бостонский университет. На первом курсе он забил 38 голов и отдал 32 результативные передачи в 38 играх. После выдающегося сезона он был назван игроком года по версии Hockey East, новичком года по версии Hockey East, чемпионом по количеству набранных очков и выиграл награду Hockey East Three-Stars Award. Маклин также выиграл премию Хоби Бейкера, став самым молодым игроком, получившим эту награду.

#### НХЛ
Маклин был консенсусным лучшим проспектом драфта НХЛ 2024: абсолютно все эксперты сходились во мнении, что именно он станет первым номером драфта 2024 года. По итогу Маклин Селебрини был выбран в первом раунде под общим первым номером клубом «Сан-Хосе Шаркс». 7 июля 2024 года стало известно, что хоккеист подписал трехлетний контракт новичка с клубом «Сан-Хосе Шаркс». Дебютировал в НХЛ 10 октября 2024 года в матче регулярного чемпионата против «Сент-Луис Блюз» и забил свой первый гол в НХЛ; матч закончился поражением «акул» со счётом 5:4 в овертайме.
9 апреля 2025 года в матче регулярного чемпионата с клубом «Миннесота Уайлд» оформил первый хет-трик в карьере, но «Шаркс» проиграли в овертайме со счётом 7:8. Он стал первым игроком в истории «Шаркс», оформившим первый хет-трик в возрасте 18 лет.

### Карьера в сборной
В 2022 году выступал за сборную Канады до 17 лет (черная команда) на мировом кубоке вызова. Тогда его команда заняла 4 место, а Маклин забил один гол и отдал результативную передачу. Уже в следующем году он попал в состав юниорской сборной Канады, вместе с которой выступал на юниорском чемпионате мира 2023, в котором сборная Канады заняла третье место, а Маклин за 7 игр забил 6 голов и отдал 9 результативных передач. По итогу хоккеист набрал 15 очков, что являлось пятым результатом на том чемпионате мира. 
В 2024 году попал в состав молодежной сборной Канады, вместо с которой занял пятое место на молодежном чемпионате мира того года. Сам Маклин за 5 матчей забил 4 гола и отдал 4 результативных передачи.
3 мая 2024 года стало известно, что Маклин попал в состав сборной Канады, вместе с которой будет выступать на чемпионате мира 2024 в Чехии. Однако позже стало известно, что Маклин не поедет в Чехию на чемпионат мира: руководство сборной приняло решение отдать предпочтение более опытным хоккеистам. Канадский комментатор Даррен Дрегер заявил, что хоккеист изначально знал, что его место не гарантировано в команде и в случае, если будет возможность заявить более опытного игрока, предпочтение будет отдано именно последним: сборная участвует в турнирах с расчетом на победу, а не на развитии молодых игроков.

## Статистика
| Легенда | Легенда                    | Легенда | Легенда                   | Легенда | Легенда    |
| ------- | -------------------------- | ------- | ------------------------- | ------- | ---------- |
| И       | Количество проведённых игр | Штр     | Штрафное время            | +/−     | Плюс-минус |
| Г       | Голы                       | П       | Голевые передачи          | О       | Очки       |
| -       | Статистика неизвестна      | —       | Статистика не учитывалась |         |            |

## Награды
| Год  | Награда                             | Примечания |
| ---- | ----------------------------------- | ---------- |
| 2023 | Игрок года USHL                     | [ 4 ]      |
| 2023 | Нападающий года USHL                | [ 4 ]      |
| 2023 | Новичок года USHL                   | [ 4 ]      |
| 2023 | Первая команда USHL                 | [ 5 ]      |
| 2023 | Первая команда новичков USHL        | [ 6 ]      |
| 2024 | Первая команда востока              | [ 17 ]     |
| 2024 | Команда новичков востока            | [ 18 ]     |
| 2024 | Чемпион по набранным очкам востока  | [ 7 ]      |
| 2024 | Награда «Три звезды» от Hockey East | [ 7 ]      |
| 2024 | Новичок года по версии Hockey East  | [ 7 ]      |
| 2024 | Игрок года по версии Hockey East    | [ 7 ]      |
| 2024 | Премия Тима Тейлора                 | [ 19 ]     |
| 2024 | Премия Хоби Бейкера                 | [ 8 ]      |